# Royal Unibrew
Royal Unibrew — датская пивоваренная компания. Штаб-квартира расположена в городе Факсе.

## История
Компания была основана в 1989 году в результате слияния пивоварен Faxe, Ceres и Thor; первоначально называлась Bryggerigruppen. В 2000 году была поглощена датская пивоварня Albani Brewery. В 2001 году были приобретены литовские пивоварни Tauras и Kalnapilis. В 2005 году название было изменено на Royal Unibrew.
В 2005 и 2007 годах были куплены 2 пивоварни в Польше; также в этот период было куплено несколько пивоваренных заводов на Карибах. Эти инвестиции оказались неудачными, в 2010 году эти предприятия пришлось продать с большим убытком. Стабилизировать финансовое положение Royal Unibrew смогла лишь к 2012 году. В 2013 году была куплена компания Hartwall, второй крупнейший производитель пива в Финляндии, который также имел крепкие позиции на рынке безалкогольных и слабоалкогольных напитков, в частности, Hartwall Original Long Drink. В 2018 году был куплен французский производитель безалкогольных напитков Etablissements Geyer Frères.
В 2021 году была куплена шведская компания Solera Beverage Group, импортёр и дистрибьютор вина и спиртных напитков в странах Скандинавии. В начале 2022 года была поглощена компания Hansa Borg Bryggerier, второй крупнейший производитель напитков в Норвегии с 4 пивоварнями и 1 бутилирующим заводом. В июле 2022 года была куплена канадская пивоварня Amsterdam Brewing Company; она была основана в 1986 году и базировалась в Торонто; стоимость сделки составила 250 млн датских крон ($33 млн). В июле 2023 года была приобретена нидерландская компания Vrumona.

## Деятельность
Компания Royal Unibrew производит газированные безалкогольные напитки, пиво, сидр и другие напитки. Основные бренды: Royal Beer, Lapin Kulta, Cido, Craft, Faxe Kondi, Faxe, Ceres, Hartwall Original Long Drink, Vitamalt, Mangali, Novelle, Nikoline, Kalnapilis, Egekilde, Supermalt, Polar Monkeys, Lorina, Shaker, Mokaï, Lemonsoda, Nohrlund, Power Malt, Fonti di Crodo, CULT. По лицензии выпускает пиво Heineken и «Пепси».
Подразделения компании по состоянию на 2024 год:
- Северная Европа — Дания, Германия, Финляндия, Норвегия, Швеция, Латвия, Литва и Эстония; 68 % выручки;
- Западная Европа — Франция, Италия, Нидерланды, Бельгия и Люксембург; 22 % выручки;
- другие рынки — около 70 стран в Америке, Европе и Азии; 10 % выручки.

Объём производства в 2024 году составил 17,4 млн гектолитров, выручка за год составила 15 млрд крон ($2,25 млрд). Крупнейшими рынками сбыта были Дания (6,9 млрд крон), Финляндия (3,2 млрд крон), Нидерланды (1,6 млрд крон), Норвегия (1,4 млрд крон), Италия (1,4 млрд крон), Литва (528 млн крон), Швеция (485 млн крон), Латвия (452 млн крон), Франция (360 млн крон), Канада (269 млн крон), США (177 млн крон).
Компании принадлежит 20 заводов в 10 странах: Дания, Италия, Канада, Латвия, Литва, Нидерланды, Норвегия, Финляндия, Франция и Эстония.